# Rani hrčak
Rani hrčak (lat. Gyromitra esculenta) je prolećna gljiva koja pripada razdelu Ascomycota, a porodici Discinaceae. Ime roda Gyromitra potiče od grčkih reči gyros (okrugao) i mitros (traka za kosu), dok esculenta na latinskom znači jestiv. Ipak, ovo je otrovna gljiva. Od ostalih gljiva iz ovog roda se razlikuje po crvenkasto smeđoj boji šešira, kao i po tome što je šešir masovniji od drške.

## Opis
Visina ove gljive iznosi do 15 cm. Sastoji se iz šupljeg šešira i drške.
- Šešir dostiže visinu od 4 cm do 8 cm, a širinu oko 3-12 cm. Nepravilnog je i naboranog izgleda, u obliku mozga. Boja varira o crvenkastih, pa do braon nijansi, a starenjem boja šešira prelazi od tamno braon do crne. U sušnim periodima, šešir takođe dobija crne tonove, ali ne truli i dugo se zadržava na šumskom tlu. Iznutra je šupalj i beličaste boje.
- Dužina drške varira od 3 cm do 9 cm, a širine oko 1-3,5 cm. Valjkastog je oblika i često uvijena. Nagužvana je i beličaste, žućkaste ili blago ružičaste boje. Drška je takođe šuplja i ogoljena.
- Meso je u tankom sloju i u istim nijansama kao boja drške. Provodnjeno je i krhko, neutralnog ukusa.
- Spore su elipsoidnog oblika i glatke. Asci poseduju po 8 spora.
- Otisak spora može biti bele do žućkaste boje.[2]

## Otrovnost
Iako se hrčak u prošlosti smatrao jestivom gljivom (o čemu govori i sam latinski naziv gljive), zapravo je otrovan i izaziva giromitrinski sindrom. 
Nakon konzumiranja sledi latentni period od 6 pa do 12 sati, nakon čega se javljaju prve tegobe. Simptomi variraju od osećaja mučnine, pa sve do smrtnog ishoda. Javljaju se osećaj iscrpljenosti i glavobolja, bolovi u stomaku i povraćanje. U većini slučajeva, nakon ovog perioda dolazi do potpunog oporavka. U slučajevima težeg trovanja, jetra postaje uvećana i osetljiva na dodir, javlja se žutica, hemoglobinurija i mnogi neurološki simptomi. 2 do 3 dana nakon obroka, dolazi do stanja kome i smrtnog ishoda.
Toksin koji dovodi do ovog sindroma se naziva giromitrin. Dobra stvar jeste to što je giromitrin isparljiv i nakon termičke obrade ili sušenja gljive dolazi do smanjenja koncentracije toksina. Konzumiranjem sveže gljive veće su šanse da dođe do smrtnog ishoda. Giromitrin pored akutne toksičnosti, dokazano ima i teratogen, mutagen i karcinogen efekat.

## Mogućnost zamene
Podseća na jestive gljive iz roda smrčaka (Morchella esculenta, M. elata i srodne vrste).

## Ekološki odnosi
Saprotrofna je vrsta, ili potencijalno mikorizna.

## Plodonošenje
Nalazi se u proleće, od aprila do maja. 

## Stanište
Nastanjuje planinske četinarske šume. Najčešće se može naći u blizini borova, a neretko i ispod topole. Preferira vlažna i kisela zemljišta.

## Rasprostranjenost
Rasprostranjena je u Evropi i Severnoj Americi.

## Literatura
- Barry H. Rumack, David G. Spoerke, (1994), Handbook of Mushroom Poisoning: Diagnosis and Treatment, Florida: CRC Press
- Зекић В. (2024). Свијет гљива, (Бања Лука: Markos Design & Print Studio)  978-99955-665-6-2. стр. 70.